# Запольская (Кировская область)
Запольская — деревня в Даровском районе Кировской области в составе Лузянского сельского поселения.

## География
Находится на расстоянии примерно 47 км по прямой на север от райцентра поселка Даровской.

## История
Известна с 1727 года как Запольский починок с 3 дворами, в 1764 году здесь было население 39 душ (мужского пола), в 1859 дворов 18 и жителей 114, в 1926 (уже деревня Запольская) 38 и 256, в 1950 37 и 104, в 1989 проживало 32 человека.

## Население
Постоянное население  составляло 22 человека (русские 100%) в 2002 году, 10 в 2010.